# Spadam
"Spadam" – utwór pochodzący z albumu Mój dom. Znalazł się na piątej pozycji na płycie, trwa 3 minuty i 34 sekundy, i jest trzecim utworem co do najkrótszych. Krótsze są tylko Mój dom (2.35) oraz Twój cały świat (1.17).
Kompozytorem utworu jest gitarzysta Kuba Płucisz, natomiast tekst napisał wokalista Artur Gadowski. Tekst utworu adresowany jest do kobiety.
Brzmienie utworu utrzymane jest w ostrym, szybkim i niemalże heavymetalowym brzmieniu, z bardzo "erotycznym" tekstem, okraszonym już na wstępie dość "dzikimi" wrzaskami Gadowskiego, oraz bardzo dobrą i dynamiczną solówką gitarową.
Spadam jest jednym z najbardziej dynamicznych utworów zawartych na krążku.
Utwór był grany jedynie podczas trasy koncertowej promującej płytę Mój dom. Dziś jako jeden z niewielu z tego krążka nie jest w ogóle grany na koncertach grupy.
Kompozycja trafiła na składankę Przeboje Polskiego Rocka vol 2.

## Twórcy
IRA
- Artur Gadowski – śpiew, chór
- Wojtek Owczarek – perkusja
- Piotr Sujka – gitara basowa, chór
- Kuba Płucisz – gitara rytmiczna
- Piotr Łukaszewski – gitara prowadząca

Produkcja
- Nagrywany oraz miksowany: Kwiecień 1991 roku w Studio S-4 w Warszawie
- Producent muzyczny: Leszek Kamiński, IRA
- Realizator nagrań: Leszek Kamiński
- Aranżacja: Kuba Płucisz
- Tekst piosenki: Artur Gadowski
- Sponsor zespołu: Firma Kontakt z Radomia
- Wytwórnia: Kontakt